# Partito Popolare Socialista del Montenegro
Il Partito Popolare Socialista del Montenegro (in serbo-croato Социјалистичка Народна Партија Црне Горе - СНП; Socijalistička Narodna Partija Crne Gore - SNP) è un partito politico montenegrino di orientamento socialdemocratico e social-conservatore, guidato da Vladimir Joković.

## Storia
Il partito nacque nel 1998 da una scissione dal Partito Democratico dei Socialisti del Montenegro (DPS) di Milo Đukanović, per via della nuova politica indipendentista adottata da quest'ultimo. Momir Bulatović, sostenuto dal Presidente jugoslavo Slobodan Milošević, si presentò nella campagna elettorale per le presidenziali del 1997 avendo come obiettivo principale la preservazione dell'unità della RFY e il mantenimento dell'attuale status politico in Montenegro. Dopo la sconfitta alle elezioni, Bulatović lasciò il DPS e andò a formare l'SNP.
Nel 2000, Milošević iniziò a perdere terreno in Serbia e divenne evidente che non aveva più sostegno né all'interno della comunità internazionale né nel suo Paese. Bulatović, ancora uno stretto alleato di Milošević, spaccò l'SNP sulla questione se rimanere fedeli a Milošević o diventare un partito con un'immagine più democratica. Nel 2001 prevalse l'ala pro-europea e democratica guidata da Predrag Bulatović, il quale divenne presidente dell'SNP. Il partito continuò ad essere un sostenitore dell'unione con la Serbia, formando un accordo di governo federale con gli ex partiti di opposizione, mentre Bulatović fondò il Partito Socialista Popolare del Montenegro, il quale non riuscì ad ottenere il sostegno atteso.
In occasione del referendum sull'indipendenza del 2006, l'SNP appoggiò il fronte unionista serbo-montenegrino per il mantenimento della Confederazione serbo-montenegrina.
Dopo la sconfitta al referendum, alle prime elezioni parlamentari l'SNP dovette affrontare il più grande calo di voti dalla sua fondazione. La coalizione scese da 30 a 11 seggi nel parlamento montenegrino. L'SNP perse il suo status di leader dell'opposizione a favore della Lista serba guidata dal Partito Popolare Serbo (12 seggi) e dal Movimento per i Cambiamenti (11 seggi). Ciò portò alle dimissioni di Predrag Bulatović e all'elezione di Srđan Milić come nuovo presidente del partito. L'SNP adottò un corso politico socialdemocratico fortemente civico e ruppe la tradizionale coalizione con il Partito Popolare e il Partito Democratico Serbo.
Il partito si presentò autonomamente alle elezioni del 2009, recuperando voti e diventando il maggior partito d'opposizione con 16 seggi.
Alle elezioni del 2012, la fazione di destra del partito guidata dall'ex presidente Predrag Bulatović lasciò il partito e si unì all'alleanza del Fronte Democratico. A seguito di questa scissione, l'SNP perse parte dell'elettorato e calò all'11% circa dei voti, perdendo 7 seggi.
Nel febbraio 2015, la fazione del partito guidata da Aleksa Bečić si separò dall'SNP a causa di disaccordi con Milić, decidendo di formare un nuovo partito politico di centrodestra, il Montenegro Democratico (DCG).
Nel settembre 2016, l'SNP decise di entrare nella Coalizione chiave con DEMOS e URA per partecipare alle successive elezioni parlamentari. La coalizione divenne la terza lista elettorale con l'11,05% dei voti e 9 seggi, di cui 3 dell'SNP. A seguito del risultato non soddisfacente, Srđan Milić rassegnò le dimissioni e venne sostituito da Vladimir Joković.
In occasione delle elezioni parlamentari dell'agosto 2020, l'SNP si unì alla coalizione elettorale Per il Futuro del Montenegro, sostenendo le proteste clericali del 2019-2020 e i diritti della Chiesa ortodossa serba in Montenegro. Con la fine del governo Krivokapić, il partito prese parte al nuovo governo guidato da Dritan Abazović.

## Risultati elettorali
| Elezione          | Voti    | %      | Seggi   |
| ----------------- | ------- | ------ | ------- |
| Parlamentari 1998 | 123.957 | 35,62% | 29 / 78 |
| Parlamentari 2001 | 148.513 | 40,56% | 21 / 77 |
| Parlamentari 2002 | 133.894 | 38,43% | 19 / 75 |
| Parlamentari 2006 | 47.683  | 14,07% | 8 / 81  |
| Parlamentari 2009 | 54.547  | 16,83% | 16 / 81 |
| Parlamentari 2012 | 40.131  | 11,06% | 9 / 81  |
| Parlamentari 2016 | 42.295  | 11,05% | 3 / 81  |
| Parlamentari 2020 | 133.261 | 32,55% | 5 / 81  |
| Parlamentari 2023 | 9.472   | 3,13%  | 2 / 81  |